# 亨利·菲尔丁
亨利·菲尔丁（1707年4月22日—1754年10月8日），英国小说家，劇作家。其代表作品《汤姆·琼斯》对后世影响较大。他的妹妹莎拉·菲爾丁后来也成为了著名作家。

## 童年
亨利·菲尔丁出生于一个英格兰贵族家庭,其祖父是威廉·菲尔丁,第三代登比伯爵，当时社会的传言和菲尔丁自己都认为这一家族是哈布斯堡家族的分支,但研究者已经确认这是。菲尔丁的父亲埃德蒙德·菲尔丁生于1680年，16岁入伍，1704年跟随约翰·丘吉尔，第一代马尔博罗公爵参加了布伦汉姆战役，作战英勇，被提拔为中校。母亲萨拉则是出身法官家庭,外祖父亨利·古德曾担任皇座法庭法官。两人于1706年结婚，第二年他们的长子，亨利·菲尔丁生于英国萨默塞特郡格拉斯通伯里的沙泼汉姆庄园，他外祖父母的居住地。研究者认为此时埃德蒙德·菲尔丁正在军中作战，故他出生在外祖父母的房子里。
在亨利·菲尔丁出生之前一个月，他的外祖父曾修改了遗嘱，留下3000英镑供女儿购买土地建屋与孩子合住，女婿不得干预。1710年菲尔丁两岁时，亨利·古德选好了一块价值4750英镑的农场，却在购买之前去世。1712年8月埃德蒙德·菲尔丁率领的团解散了，回乡的他只能拿一半的薪水，而遗嘱执行人又说服了他，让他将遗嘱中留下的3000镑用于买地，并承担其余1750镑的债务。随后的几年里菲尔丁家都陷于沉重的债务和孩子不断出生带来的生活负担之中。1718年4月菲尔丁的母亲去世。埃德蒙德·菲尔丁把两男四女六个孩子交给萨拉·古德的妹妹康庭顿夫人照看，自己则来到伦敦，重新找到一份团长职务，并续娶了一位信仰罗马天主教的寡妇。第二年六月，他带着新婚妻子回到农场。很快在康庭顿夫人的带领下，菲尔丁和兄弟姐妹们和继母在生活上冲突不断。

## 求学
埃德蒙德·菲尔丁为了平息事端，把菲尔丁送入伊顿公学读书。虽然当时伊顿的课程完全是古代语言与经典，却也给菲尔丁打下了拉丁文和希腊文的基础，并且让他接触了古希腊剧作家和古罗马作家比如泰拉斯、维吉尔和奥维德的作品。在伊顿期间，他还和老威廉·皮特、乔治·李泰尔顿成了好朋友，并保持了终生的友谊。。1721年到1722年菲尔丁的外祖母和埃德蒙德·菲尔丁为子女的监护权打了官司，法庭决定菲尔丁留在伊顿，假期和外祖母同住，其他子女和外祖母同住。
大约1724年夏天，十七岁的菲尔丁离开伊顿公学，在外祖母家居住。他读了一些外祖父留下的法律教材，更多的时间是继续阅读经典，并且读到了塞万提斯的《唐吉诃德》和乔纳森·斯威夫特的讽刺杂文，后来常提到这两位作家对他的影响。第二年秋天，他到莱姆里杰斯地区旅行，喜欢上了十五岁的萨拉·安德鲁。萨拉·安德鲁的父母早丧，她的监护人打算让有丰厚遗产的她嫁给自己的儿子。9月22日菲尔丁被人打伤，有可能是安德鲁的监护人指使人所谓。菲尔丁采取了报复行动，计划在姑娘去教堂的路上劫持她私奔，但计划失败，他被赶出了当地。1726年的11月，他又因攻击他父亲的一名仆人被控告。对此，菲尔丁的终生好友詹姆斯·哈里斯后来写道，他脾气暴躁，常常作出过火的事。
l727年春天菲尔丁以自己在1725年的那段浪漫经历为素材，开始写作喜剧《戴着各种假面具的爱情》，写好三幕之后，他拿给表姐玛丽·沃特雷·蒙塔古看，希望被誉为“最有智慧的女性之一”的蒙塔古女士可以带领自己进入文学圈。在蒙塔古女士的鼓励下，菲尔丁完成了这部五幕喜剧，并于1728年2月在伦敦德鲁雷路的王家剧院上演。该剧的主题和风格与考利·塞伯的喜剧风格类似，写三位受人尊敬的绅士追求三位女士，希求以自己的财富和地位等条件来赢得女士的欢心，另有三位品行不端的绅士试图破坏他们的追求。菲尔丁讨论了美德在爱情中的关系和爱情的本质，并借女主角之口说出：“财富是他的长处，而不是唯一的长处是财富”，批评了当时社会上以财富作为婚姻依据的恶习。
这部喜剧上演后仅仅一个月的1728年3月，菲尔丁忽然前往荷兰莱顿大学,在皮尔特·布尔曼指导下学习文学和历史。在莱顿学习之余，他仍不忘喜剧的写作，写了喜剧《唐吉诃德在英国》和《结婚日期》(Wedding Day)。但由于他的父亲中断支付他每年200英镑的年金，他不得不于1729年中断学业回到英国。。回到英国后，他又完成了一部喜剧《神圣的纨绔子弟》（Temple Beau），但王家剧院拒绝上演他的这几部喜剧，使得没有经济来源的他面临着“作一名默默无名的作家还是一个默默无名的马车夫的选择。”

## 以戏剧和杂文讽刺政治
1730年1月菲尔丁的《圣洁的伪善者》在好人剧场（Goodman's Field）上演。内容为一个法学院的学生放弃了学业去追求享乐，看中了贝拉瑞亚的财富，采用各种手段和伪善来追求她。比起《戴着各种假面具的爱情》，《圣洁的伪善者》中对伪善的斥责和道德倾向更为明显。这部喜剧受到了广泛的欢迎，二月份剧本出版时，詹姆斯·拉夫为剧本写了一篇后记，批评社会对年轻作者菲尔丁的忽视。3月底，他的新戏，三幕闹剧《作家的闹剧和乡村生活的快乐》上演。第一幕内容为一位作家希望通过写剧本来追求自己喜欢的人，第二幕中他所写的一本傀儡戏被一家剧院拒绝，只能换一家上演，第三幕是戏中戏，由真人来演出作家写的这出傀儡戏。这部闹剧获得了很大的成功，菲尔丁作为剧作家开始被社会承认。
之后他一方面坚持写自己擅长的社会风俗讽刺剧，如《现代丈夫》和《老色鬼—一个耶稣会教士自投罗网》，一方面以政治讽刺剧作为创作方向。1734年他的第一个政治讽刺剧《堂吉诃德在英国》上演，讽刺了当时的讽刺制度。1736年他的《巴斯昆》和1737年的《1736年历史纪实》上演后，对沃尔波尔爵士领导的英国政府进行了更为辛辣的讽刺，也受到了更热烈的欢迎，也引起了当局的注意。
不久之后伦敦舞台上上演了匿名作家所作的《金臀》（Golden Rump）一剧，该剧对政府严厉的讽刺直接导致了政府在六月宣布实施剧院许可证法案，这一法案使得上演的剧本时刻受到怀疑，在舞台上讽刺政治已经不再可能。但由于此剧手稿已佚，对于此剧是否真的上演过，作者是谁至今仍有争议，当时的文学评论家和市民多认为此剧为菲尔丁所作，而现代文学研究者多认为是沃尔波尔本人为使许可证法案通过而作，因此，菲尔丁只得退出戏剧创作，重操法律旧业。
在法学院学习的空余时间里，菲尔丁开始进入新闻领域。1739年他主编了自己的第一种刊物《战士》，开设了《审判庭》专栏，用来抨击社会黑暗现象。1740年他很快获得了律师资格，后来担任威斯敏斯特区的治安法官，常常参加巡回法庭的审判工作，得以了解了很多社会底层的黑暗现象。缺少经济来源使得菲尔丁和他的家庭常处于贫困之中，慈善家拉夫·艾伦常常资助他，菲尔丁后来以他为原型塑造了《弃儿汤姆·琼斯史》里的乡绅奥维资。菲尔丁去世后，艾伦仍然资助菲尔丁的孩子上学。菲尔丁从未停止写作政治讽刺剧和杂文。他以大拇指汤姆为主人公的讽刺剧《悲剧中的悲剧》获得了一定成功。他以“赫拉克勒斯·醋船长”的笔名为托利党的周刊写作。1730年代末到1740年代初，他继续在报纸上宣传古典自由主义，反对詹姆斯党。

## 小说创作
1740年11月理查森的《帕梅拉》出版，此时，他偶然看到了理查生的帕梅拉，因为不喜欢其中的道德说教，菲尔丁写了部戏仿作品，《对沙米拉·安德鲁女士生活的辩解》，被认为是对乔纳森·斯威夫特和约翰·格雷的继承。 
1742年他发表了约瑟夫·安德鲁传，以帕梅拉的弟弟约瑟夫为主人公。 1743年他发表了三年前已经写好的《大伟人江奈生·魏尔德传》。这本书被认为是对沃尔波尔的讽刺，其主人公江奈生·魏尔德和沃尔波尔呈现平行发展的关系。其中带着一堆小偷，满心志向成为“大伟人”的魏尔德被认为是影射沃尔波尔领导的辉格党。
1921年5月，林纾與陈家麟合译菲尔丁（译名斐鲁丁）的小说《从阳世到阴间的旅行》，並以《洞冥记》为书名由上海商务印书馆出版。

## 主要作品
- 《假面舞会中的爱情》，戏剧，1728年
- 《劫中劫》，戏剧，1730年
- 《悲剧中的悲剧，大拇指汤姆的生与死》，戏剧，1731年
- 《一七三六年历史纪事》，戏剧，1737年
- 《为莎米拉·安德鲁女士的辩解》，小说，1741年
- 《大伟人乔纳森.菲尔德传》小说，1743年
- 《弃儿汤姆·琼斯史》，小说，1749年
- 《艾米莉亚》，小说，1751年
- 《里斯本航海日记》，游记，1755年